# Inkhundla Maphalaleni
L'Inkhundla Maphalaleni è uno dei quattordici tinkhundla del distretto di Hhohho, nell'eSwatini.

## Geografia antropica

### Suddivisioni amministrative
L'Inkhundla è suddiviso nei 9 seguenti imiphakatsi: Emcengeni, Emfeni, Entsanjeni, Esitseni, Kasiko, Mabeleni, Madlolo, Maphalaleni, Nsingweni.